# Prisoners in Paradise
Prisoners in Paradise je peti studijski album švedskog heavy metal sastava Europe. Objavljen je 23. rujna 1991. godine. Hitovi s albuma su "Prisoners in Paradise" i "I'll Cry for You".

## Popis pjesama
1. "All or Nothing" (Eric Martin, Andre Pessis, Joey Tempest) – 3:54
2. "Halfway to Heaven" (Tempest, Jim Vallance) – 4:06
3. "I'll Cry for You" (Tempest, Nick Graham) – 5:21
4. "Little Bit of Lovin'" (Tempest, Kee Marcello) – 4:48
5. "Talk to Me" (Mic Michaeli, Tempest) – 4:06
6. "Seventh Sign" (Tempest, Marcello, Michaeli) – 4:42
7. "Prisoners in Paradise" (Tempest) – 5:36
8. "Bad Blood" (Tempest, Michaeli, Marcello) – 4:19
9. "Homeland" (Tempest, Michaeli, Marcello) – 4:51
10. "Got Your Mind in the Gutter" (Tempest, Beau Hill, Marcello) – 4:59
11. "'Til My Heart Beats Down Your Door" (Brian McDonald, Fiona, Tempest, Michaeli) – 3:47
12. "Girl from Lebanon" (Tempest) – 4:20

## Izvođači
- Joey Tempest – vokali
- Kee Marcello – gitara, back vokali
- John Levén – bas-gitara
- Mic Michaeli – klavijature, back vokali
- Ian Haugland – bubnjevi, back vokali
- Nate Winger – back vokali
- Paul Winger – back vokali